# 吉林站
吉林站，位于中华人民共和国吉林省吉林市昌邑区重庆路1号。该站原名东关站，始建于1908年，1912年10月20日正式开始营运。现为中国铁路沈阳局集团有限公司吉林车务段管辖的客运二等站。车站设有6个岛式站台，2个侧式站台，14条到发线。

## 历史

### 初建

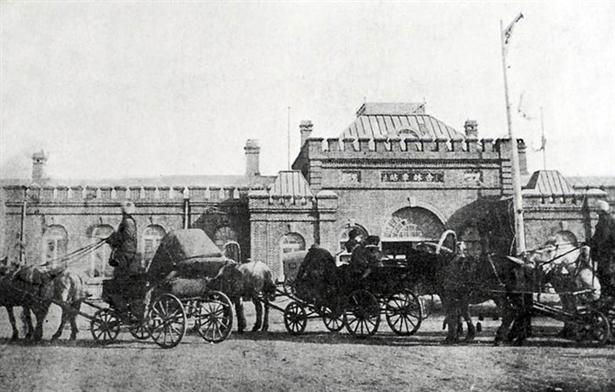
吉林站初代站房（1912年）

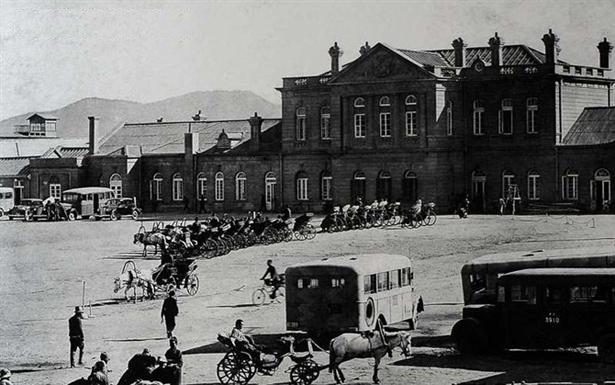
吉林站第二代站房前的马车和巴士（1938年）

1912年，随着吉长铁路竣工通车，吉林站投入使用。初代吉林站站房为平房，房顶四周建有类城墙状围栏，房顶向上凸起，兼具中国传统建筑风格和俄罗斯建筑风格，设有股道线路6条:387。
20世纪20年代初，因初代站房能容纳旅客过少而被拆除，原址重建一栋二层小楼作为新站房。1928年，吉林站接入吉敦铁路。1929年5月，因日本方面不同意新开通的吉海铁路与日本满铁控制的吉长铁路接轨，吉海铁路并未接入吉林站，而是选吉林总站（今吉林西站）为起点。1929年7月，为便捷吉海铁路旅客与吉长铁路、吉敦铁路换乘，吉海铁路工程局决定在吉林站北约0.5公里处设置吉林分站，并建设吉海铁路吉林总站至吉林分站支线。同年8月，支线完成铺轨；12月27日，吉林分站投入运营，次年吉林分站更名为吉林车站。
1931年11月1日，满洲国财政部长熙洽與滿鐵總裁內田康哉簽訂契約，出售吉林省全部鐵路业權予满铁，后滿鐵迅速將吉長、吉海兩路在吉林站接軌。随后，吉林总站改名为黄旗屯站（今吉林西站），原吉海铁路延长线上的吉林车站拆除，吉海铁路的列车直达吉林站。

### 扩建
1940年满铁投资在原站舍主楼北侧又建一幢948平方米的旅客候车室，1942年竣工，站场线由6条股道增加至18条股道，同时建成旅客天桥一座:387。
1958年，在南北两调车场修建简易驼峰调车设施，同时改机械集中为大站电气集中设备。1959至1965年，陆续增建2条调车线和1条机车走行线，将装卸线改为编组线。1966年10月，龙舒线重建运营后，吉林站发展成通往5个方向的交汇站，吉林铁路枢纽基本形成。
1972年，拆除木造天桥，新建旅客地下通道。

### 第三代站房

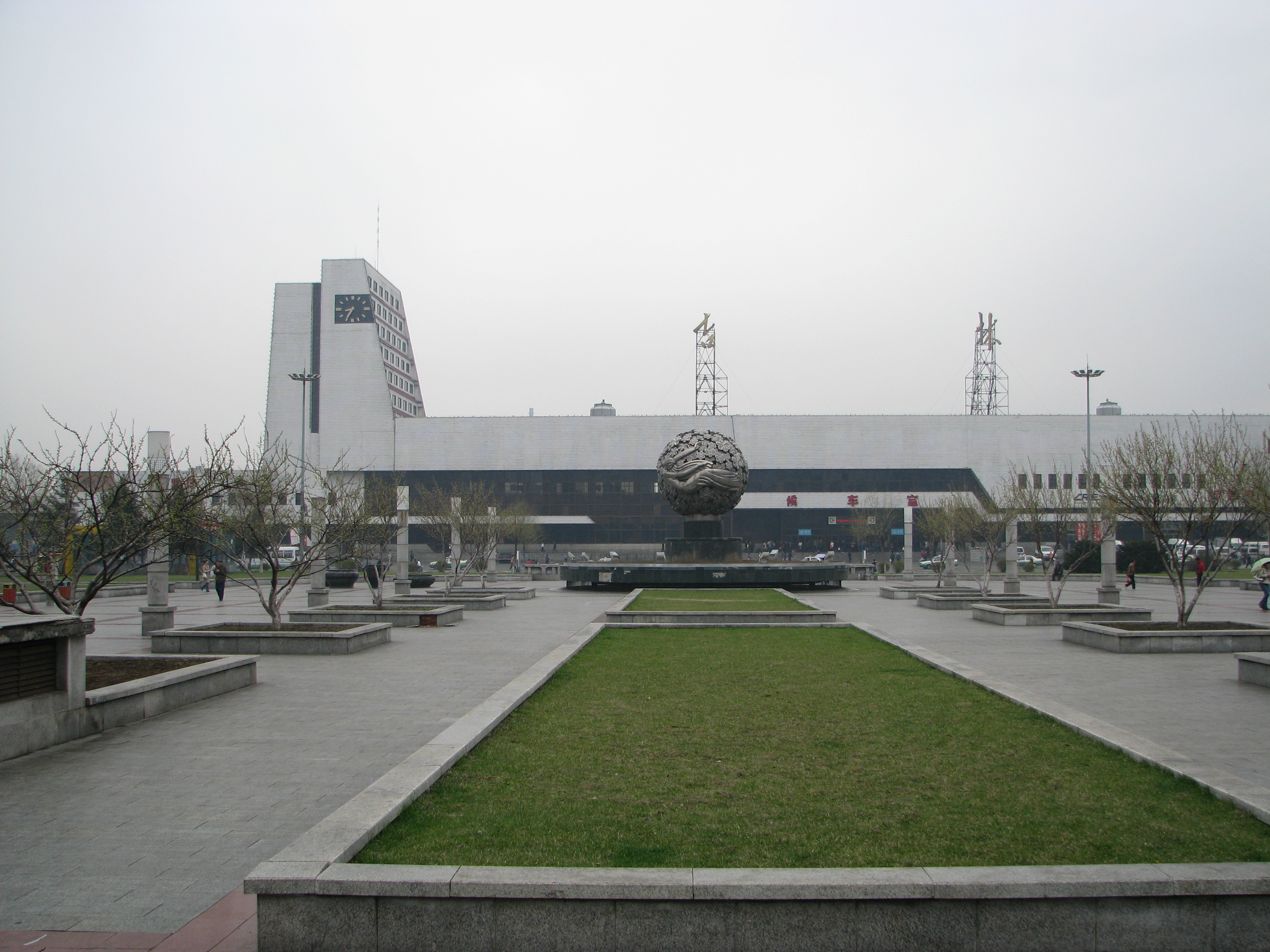
1992年投入使用的吉林站第三代站房

1980年吉林站第二代站房被拆除，站房原址建设了简陋的临时候车室，并使用了近12年时间，开始吉林站客运站舍改扩建工程。1985年棋盘编组站第一期工程竣工交付，分担了本站的部分货车的编解、中转业务。此时吉林站是吉林枢纽内主要编组站，接发长春、蛟河、梅河口、五常、大丰满5个方向列车；按业务性质为客货运站，按技术性质为编组站，按工作量为一等站。有列车到发场1处，调车场2处，共有线路115条。其中有旅客站台2处、列车到发线9条、编组线16条；货运设施包括货场3处、货物线9条、段管线28条、企业专用线38条。
1988年8月车站增建2条旅客到发线和1座站台，1989年年底建成投用，是为一期工程。1989年5月，沈阳铁路局下达了作为吉林站客运站舍改扩建工程二期工程的吉林站舍工程扩初设计任务。经广泛征集设计方案，由吉林基建办事处，吉林市，吉林分局有关部门共同评审后推选辽宁省建筑设计院设计的“第三号”方案。新站房于1990年5月1日开工。
新站房于1992年12月22日全部完工，建筑面积由设计之初的13600平方米增加至1.7万平方米。外立面站房建筑为"JL"两个字母组合，近看似船，远眺似展翅飞翔的雄鹰，以体现吉林市作为江城的风貌。站房内部分两层，一层设计有2个候车室，但一直未开放，而是作为超市使用；二层设两个大候车室。此时的吉林站拥有1个侧式站台和2个岛式站台，并在当时的站台东侧设有货场。

### 引入高速铁路

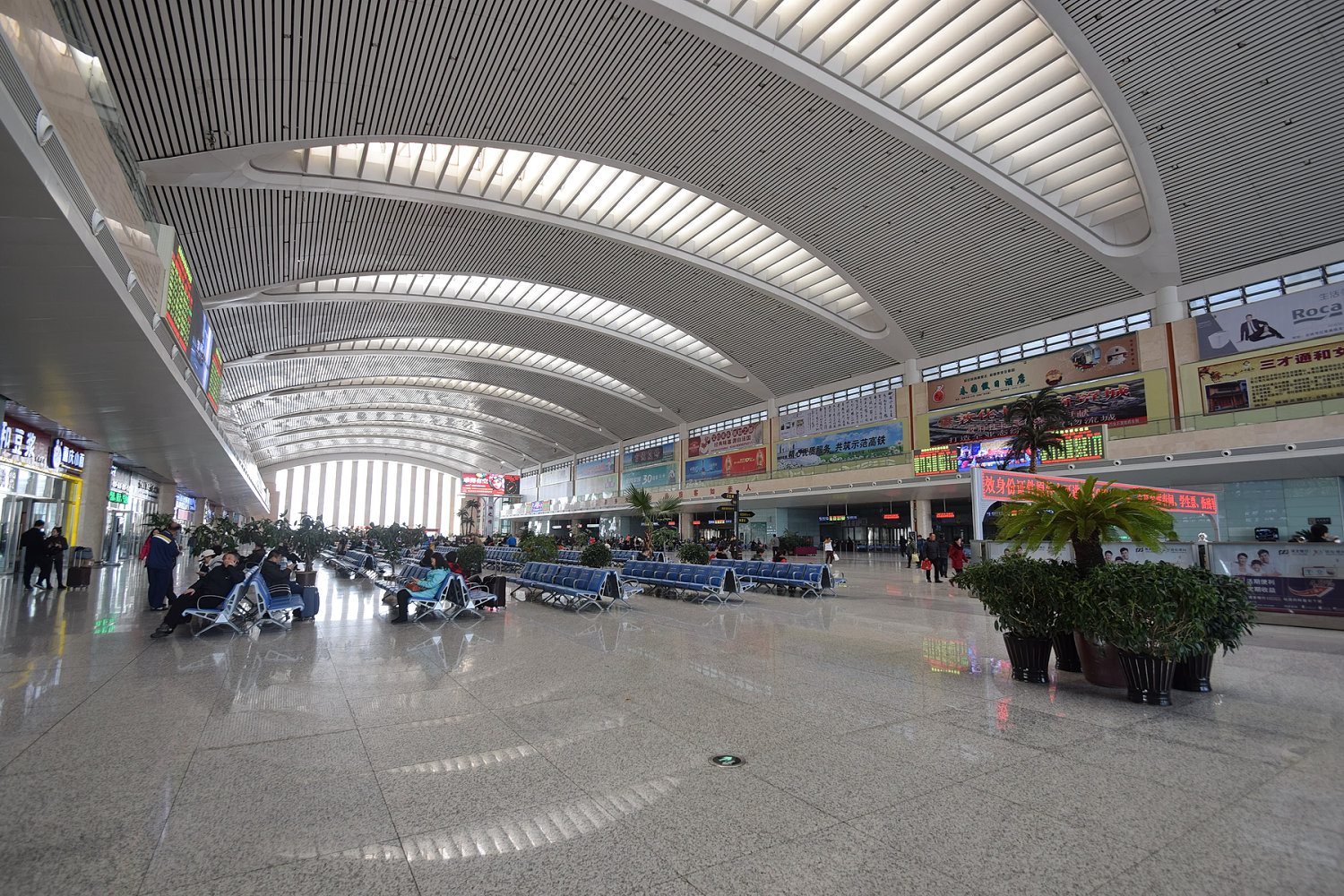
吉林站第四代站房高架候车室

2009年9月1日，为配合长吉城际铁路工程建设，1992年建成的第三代站房拆除，吉林站开始封站改造，原吉林站停靠客车被分流到吉林西站、江北站两个临时客运站。
2011年1月11日，新站房主体建筑投入使用，长吉城际铁路开始运营，开行北京、沈阳、哈尔滨、长春等方向30对动车组列车，先期开通西站房和6-9号站台（后期为10-13号站台）使用。与此同时，东站房、高架候车大厅、未开通的站台都在施工中。2011年8月28日，站房整体投入使用，江北站和吉林西站分流业务停止。
2012年12月1日，哈大客运专线开通运营，长吉城际铁路经长西联络线、长哈联络线与其接轨。吉林站增开7对大连方向动车组列车，同时调整北京、沈阳、哈尔滨、长春等方向动车组列车开行方案。2014年6月16日，开通持二代居民身份证直接检票进出站功能。2014年9月4日起，中铁银通卡在长吉城际铁路上开始发行。9月10日，吉林站开通中铁银通卡直接检票进站功能。2014年12月18日，长吉城际列车对中铁银通卡旅客实行取号乘车制。旅客进站前需在取号机打印席位号后，凭席位号凭条、中铁银通卡方可进站乘车。2015年9月20日，长珲城际铁路正式开通运营。
2020年5月13日早上6时起，因应新冠肺炎在吉林市城区的聚集性疫情，吉林站暫時停辦始發及經由旅客列車的旅客列车業務，直至6月8日5时恢复。

## 车站结构

### 站房结构

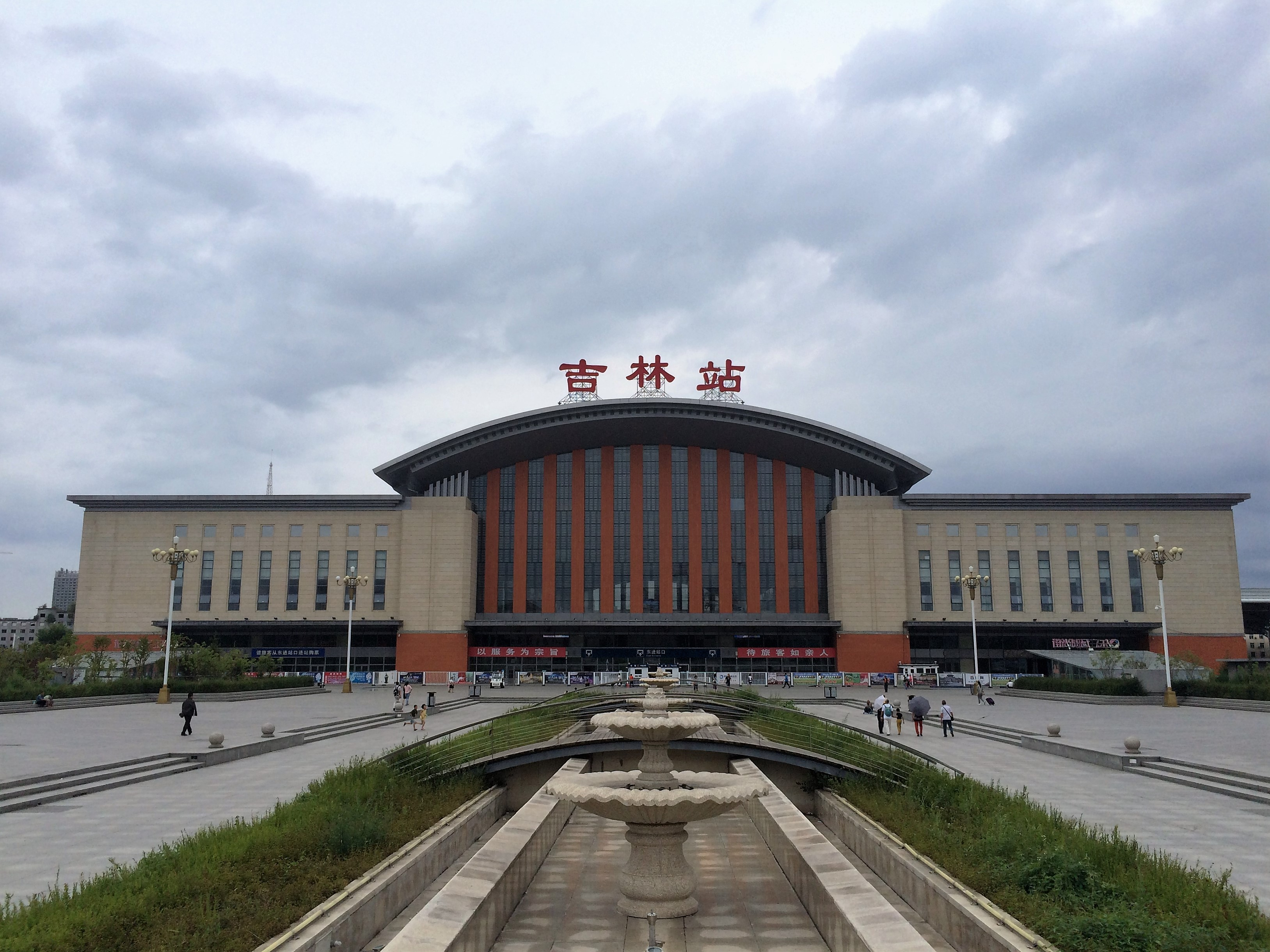
吉林站东站房

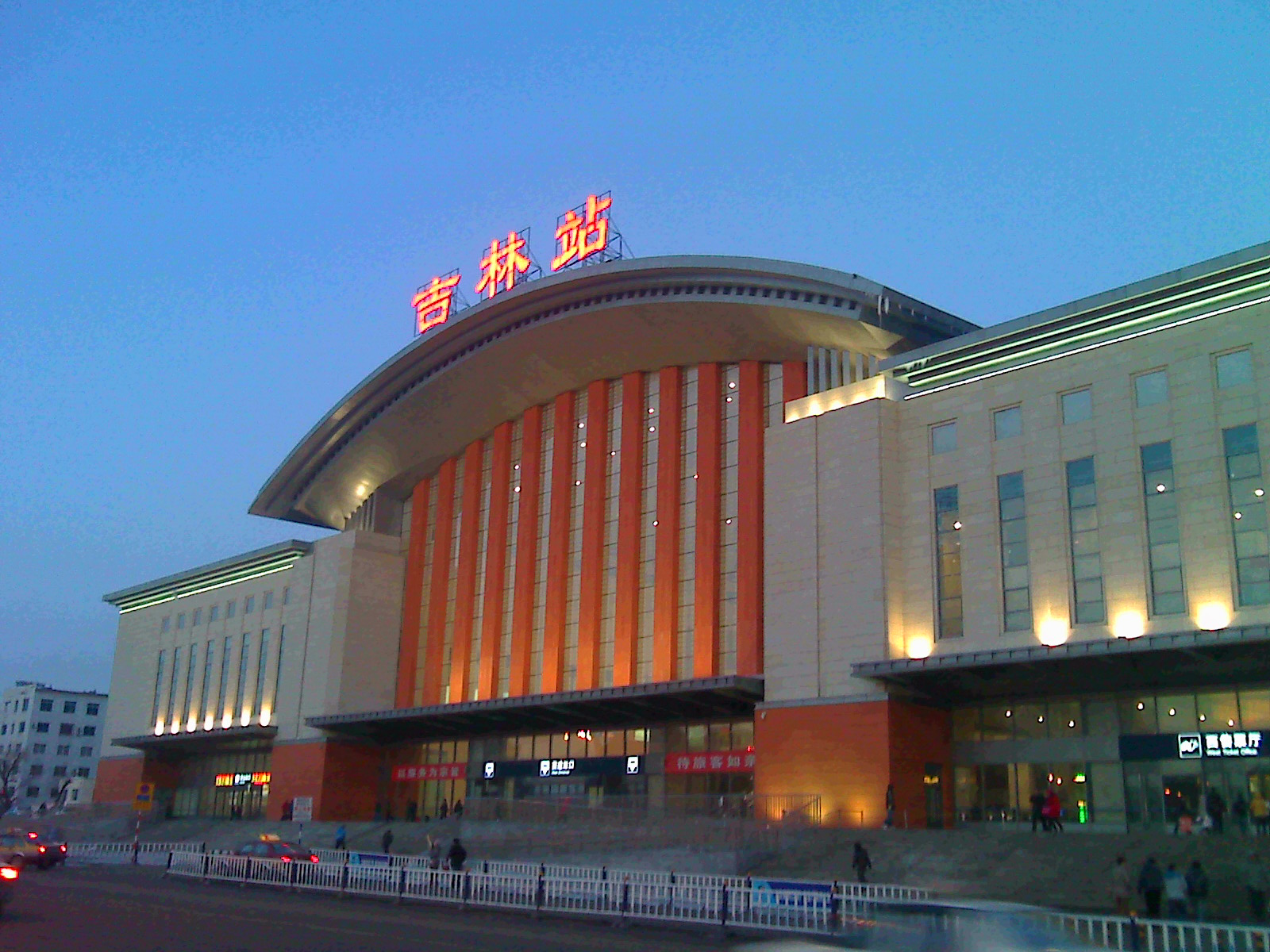
吉林站西站房

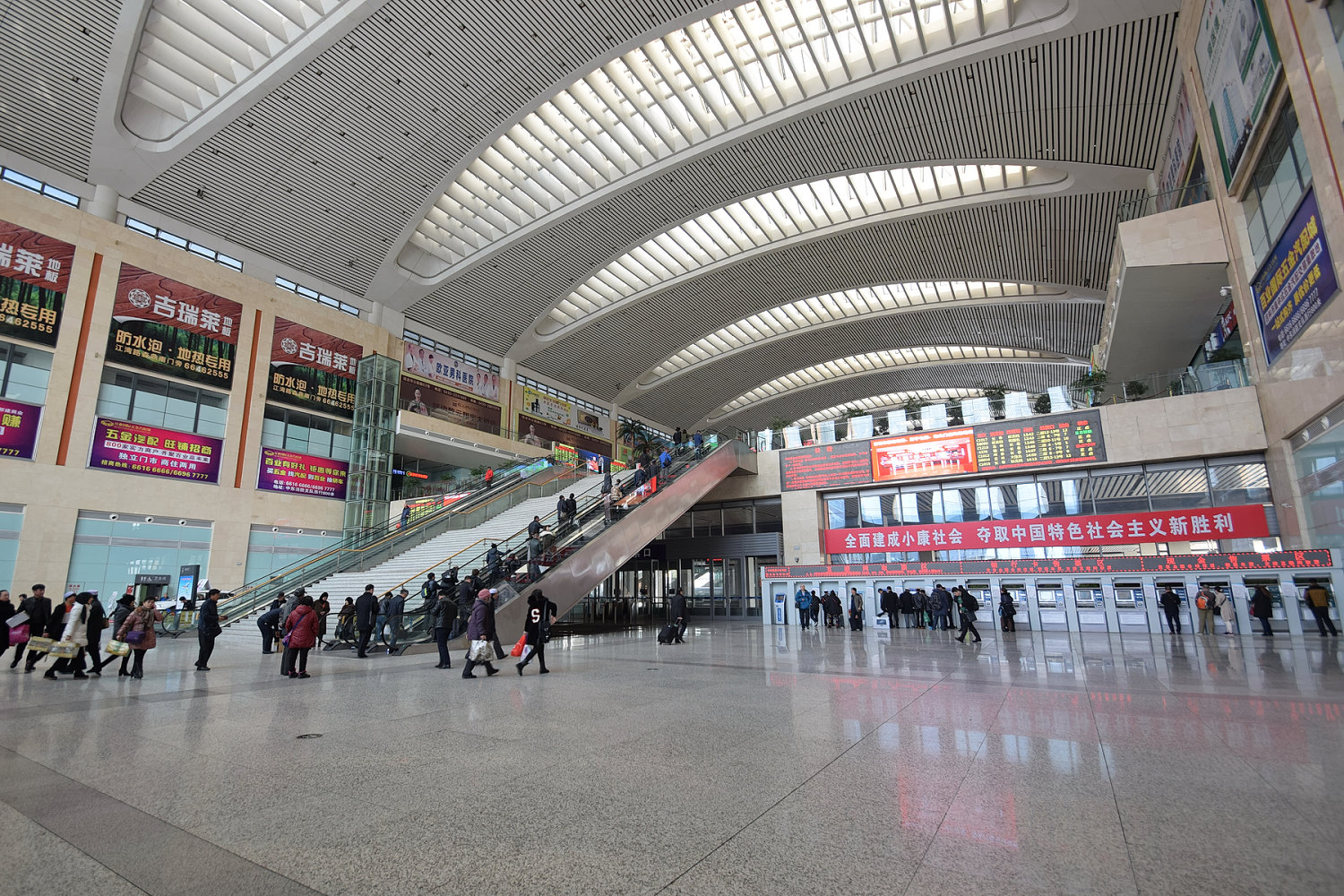
西入口及自動售票機

目前，吉林站拥有东、西两座站房、高架候车室、无站台柱雨棚及高站台、旅客地道及东西广场地下交通枢纽（属市政管辖），旅客区域分为地面站台层、高架层候车大厅及服务区域、地下到达层和市政交通枢纽区域。吉林站铁路管辖区总建筑面积229110平方米，站房的总建筑面积为53821平方米。高架候车室面积为20125平方米，分为软席候车区、普通候车区和动车候车区，可同时容纳近3000人。还设有东一层、西一层两个中型候车区，供两座基本站台使用。可承受6000人的高峰小时聚集人数。新建成的东广场占地面积约为5万平方米，广场周边建有配套的地下停车场、运输服务区、休闲景观区等，东广场及配套区域面积将达到48万平方米。

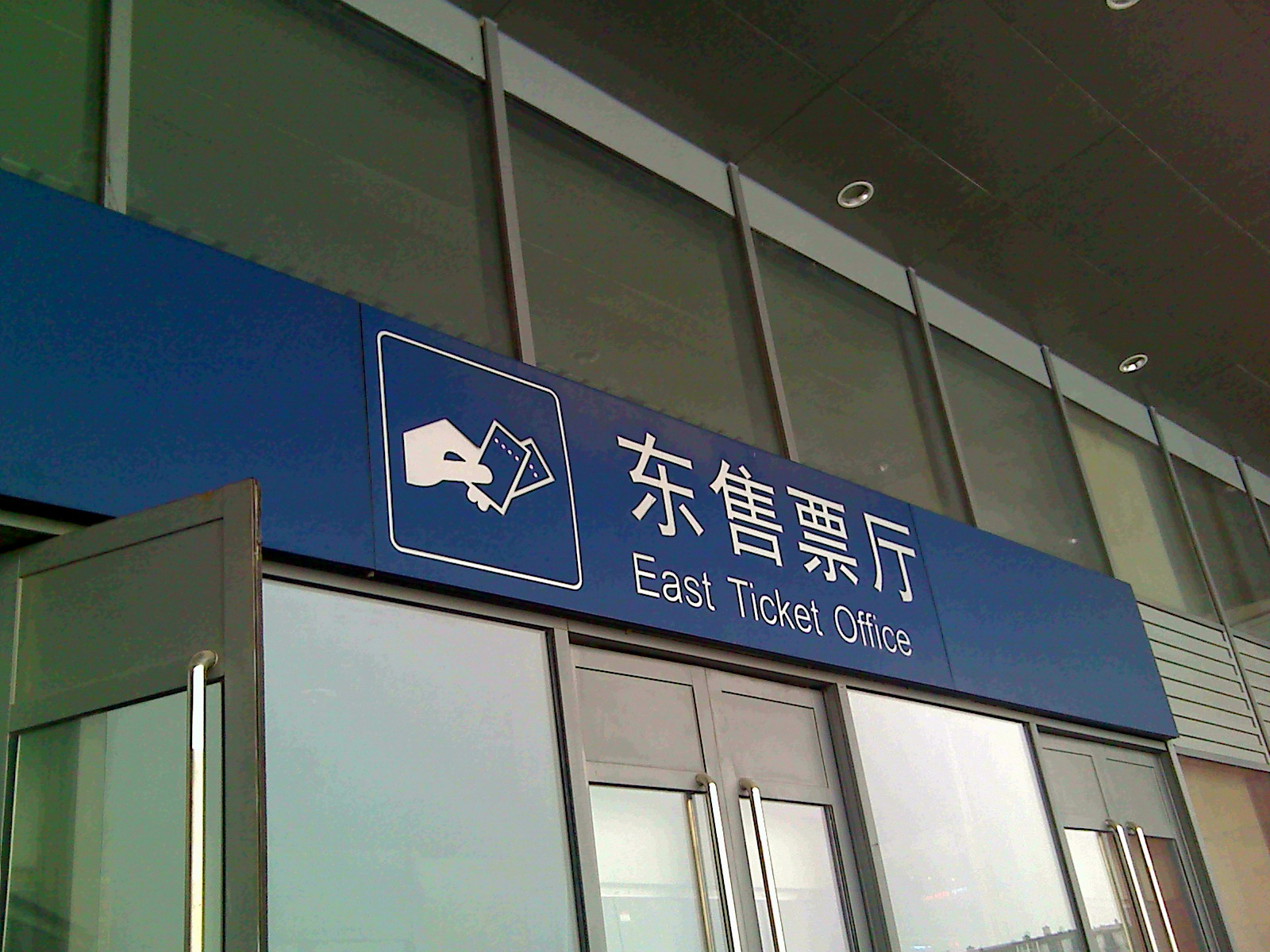
东售票厅
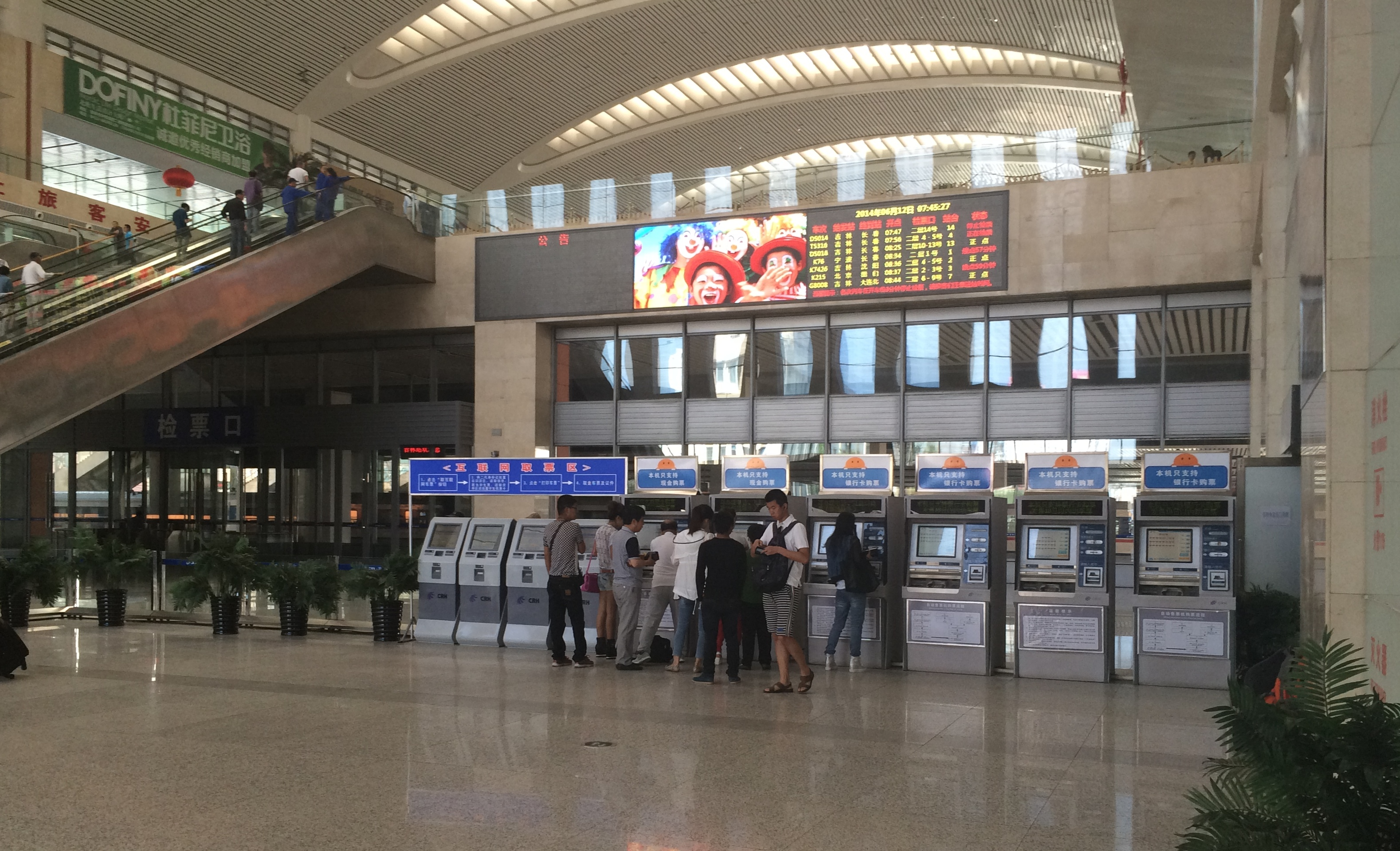
位于吉林站西售票厅的售取票机
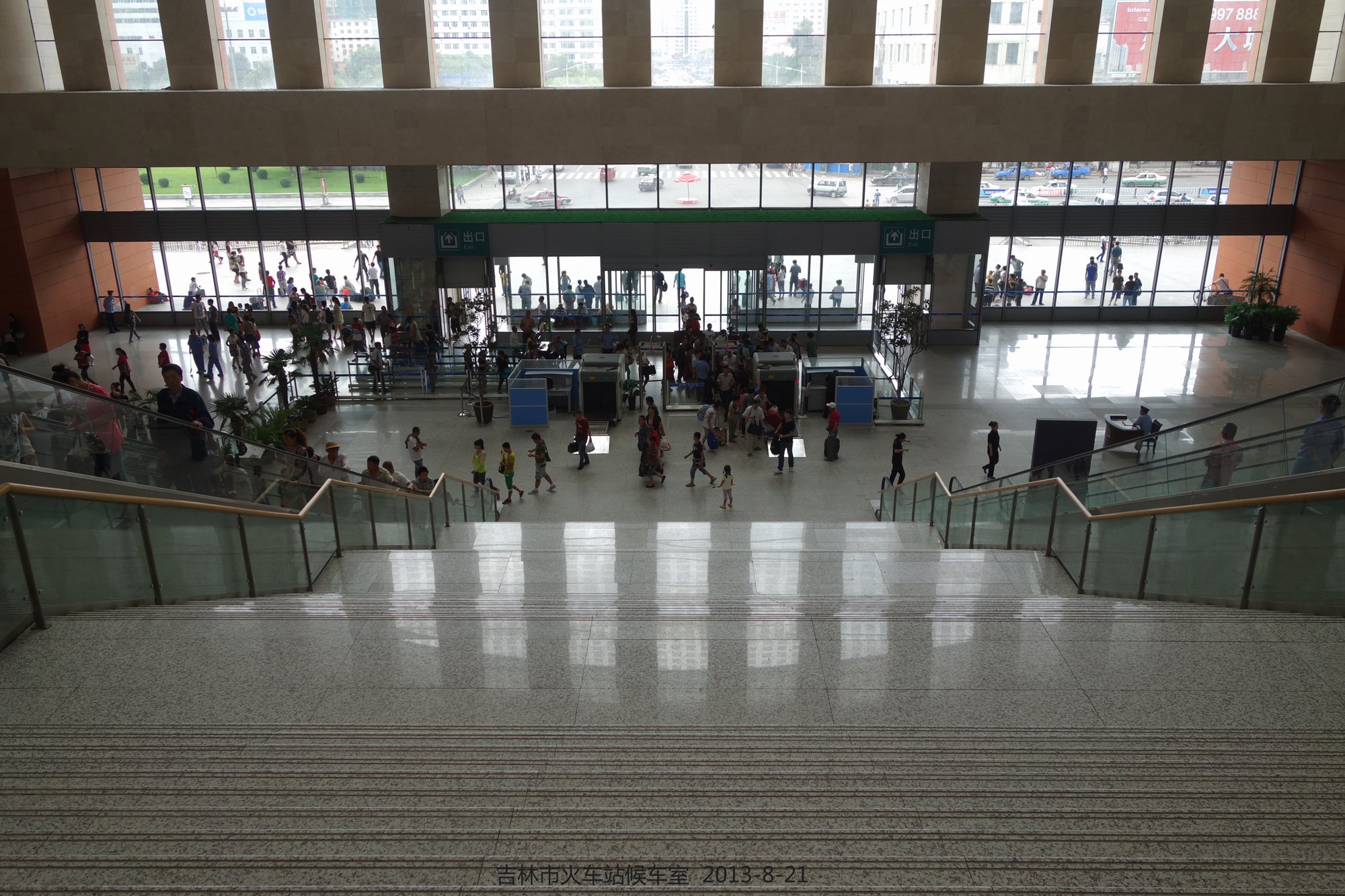
进站口
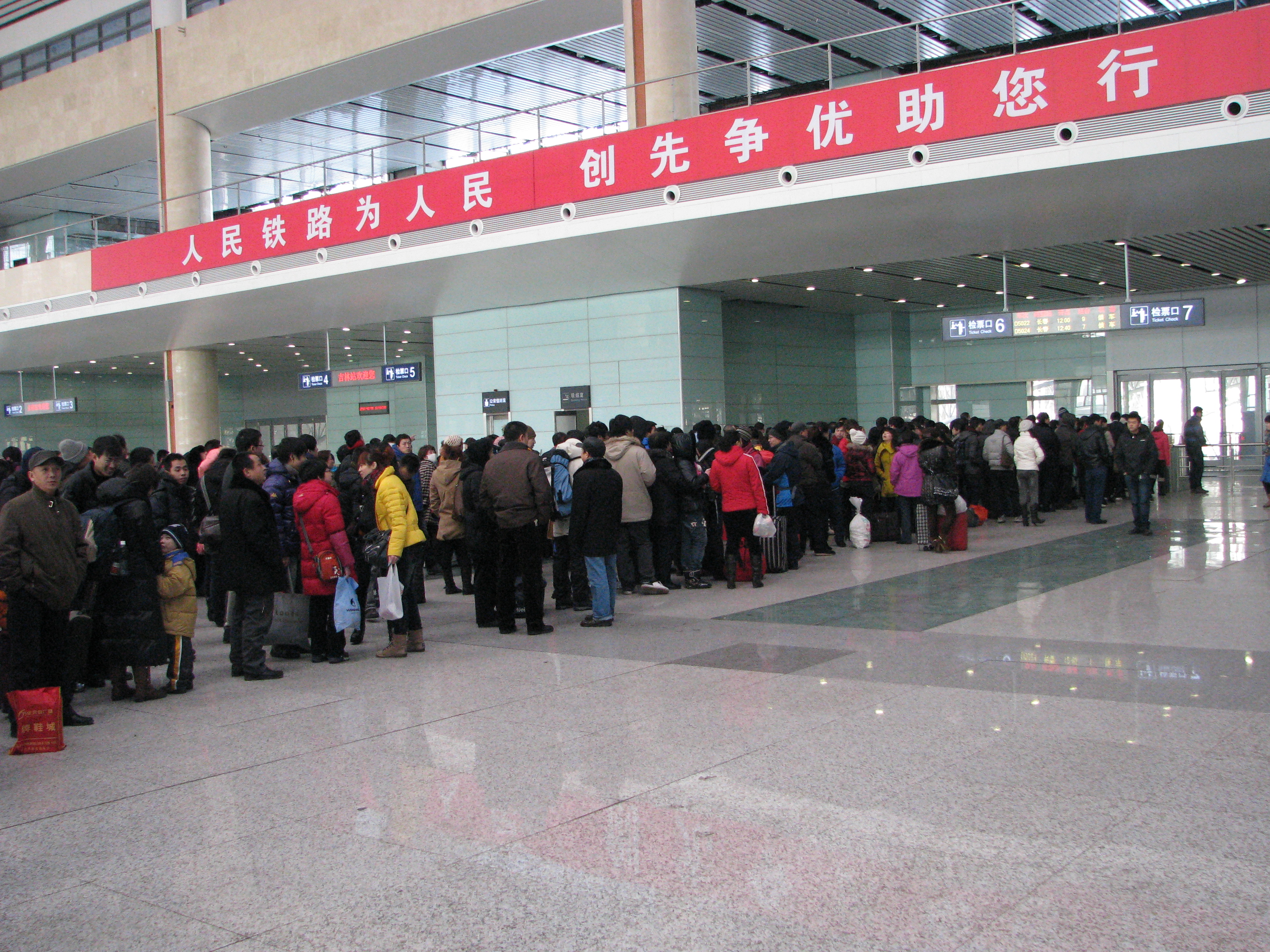
旅客在高架候车室内排队等候检票
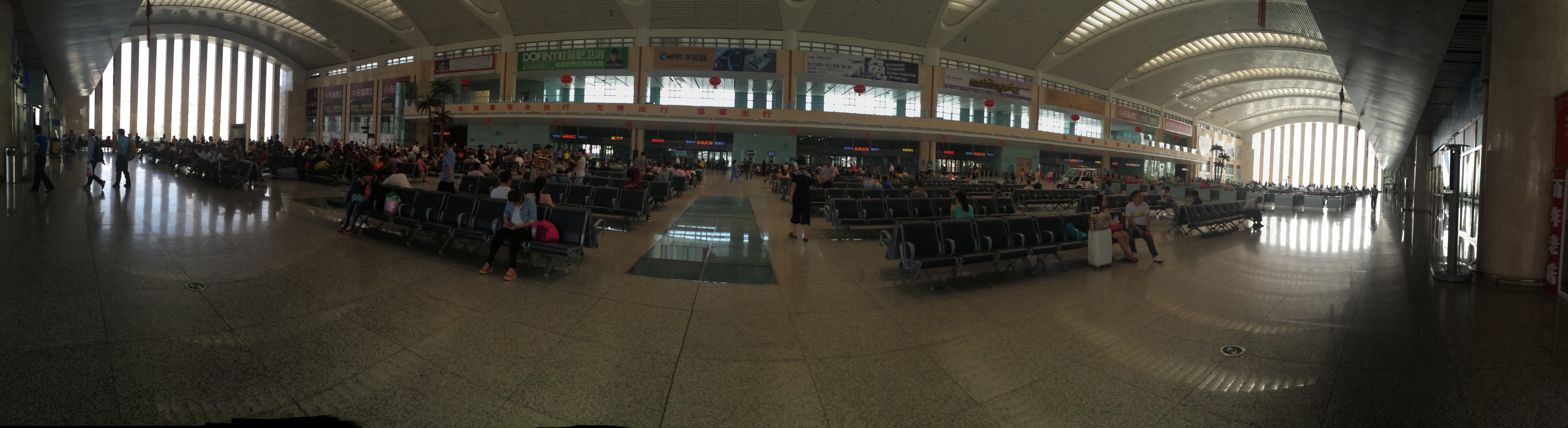
吉林站高架候车大厅全景

### 站线布置

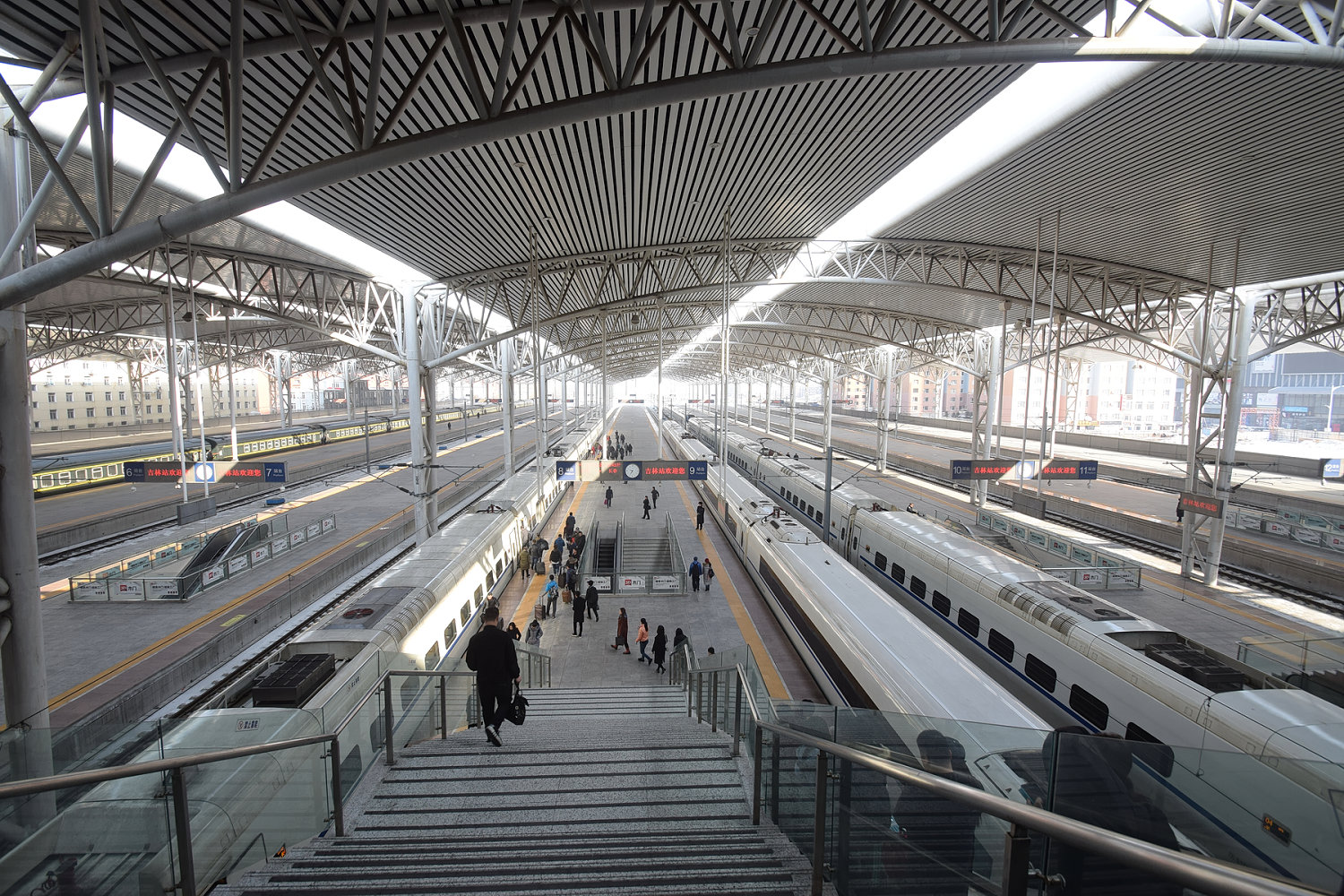
吉林站站场

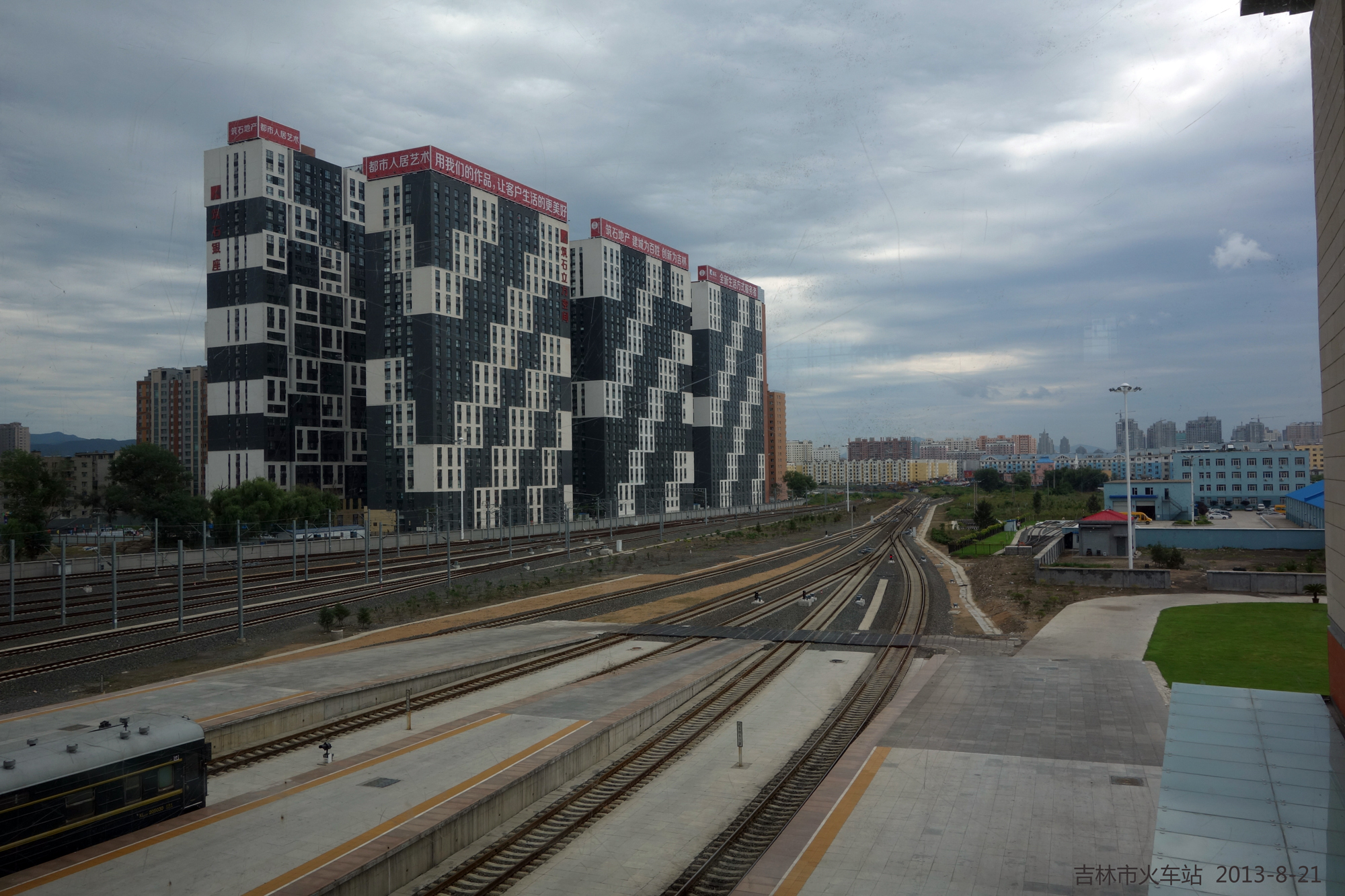
车站下行岔区

吉林站站场总规模为8台14线，自西向东1-5线为普速车场、6-14线为长珲城际铁路高速车场，无机走线和通过线。本站均为125cm的高站台。5条普速线有效长度550米，1条高速线有效长度500米，8条高速线有效长度450米。
| 股道编号 | 路线                         | 行驶方向                   |
| -------- | ---------------------------- | -------------------------- |
| 1～3     | 长图铁路・沈吉铁路・吉舒铁路 | 长春・图们・沈阳・舒兰方向 |
| 4～5     | 长图铁路・吉舒铁路           | 长春・图们・舒兰方向       |
| 6～14    | 长珲城际铁路                 | 长春・珲春方向             |

| ↑ 哈达湾・双吉 (北)↑ 北山 (西)                        |
| 1 2 \| 3 4 \| 5 6 \| 7 8 \| 9 10 \| 11 12 \| 13 14 \| |
| ↓ 龙潭山・蛟河西 (南)                                 |

## 使用情况

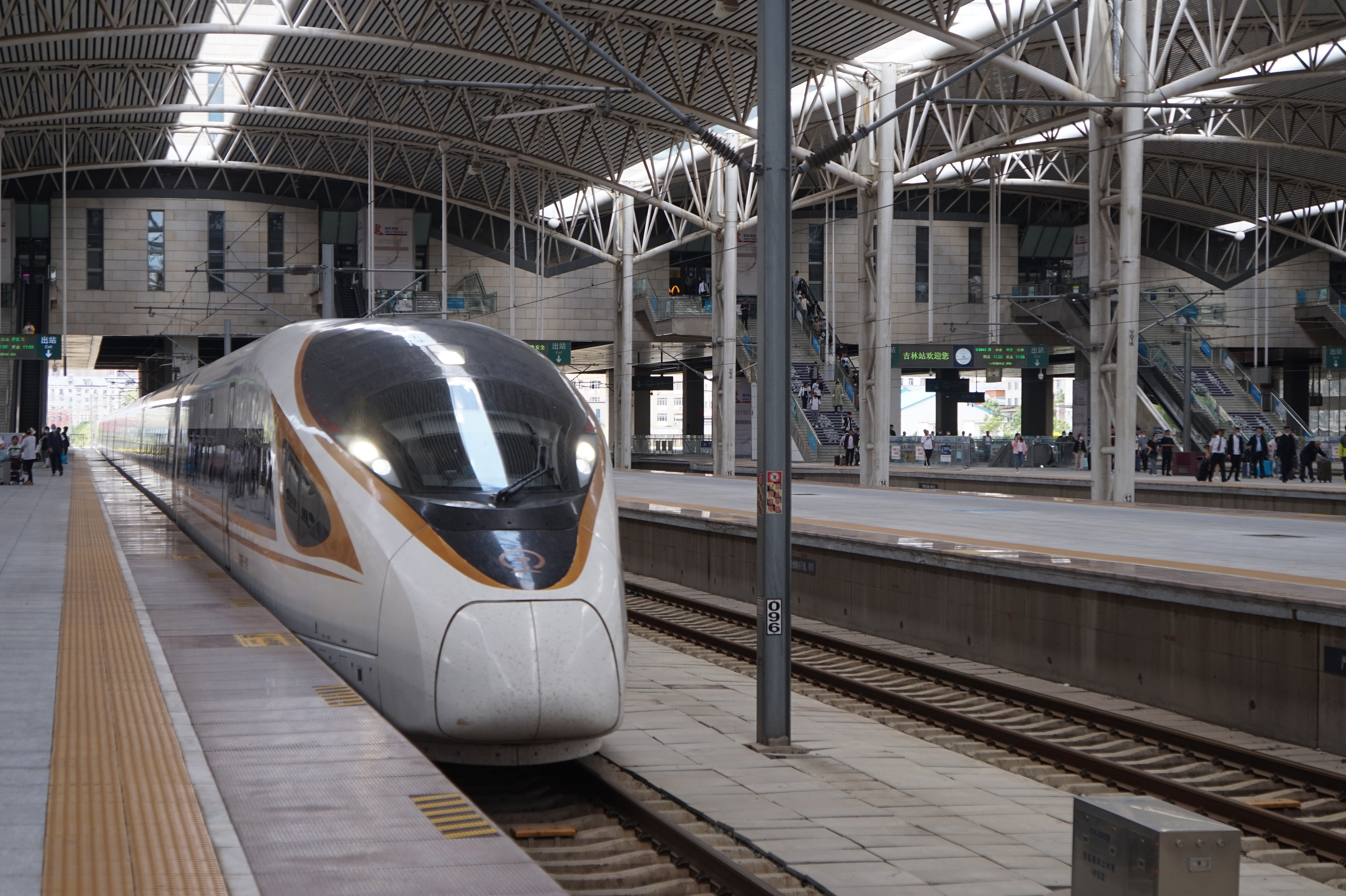
停靠在吉林站的CR400BF型动车组

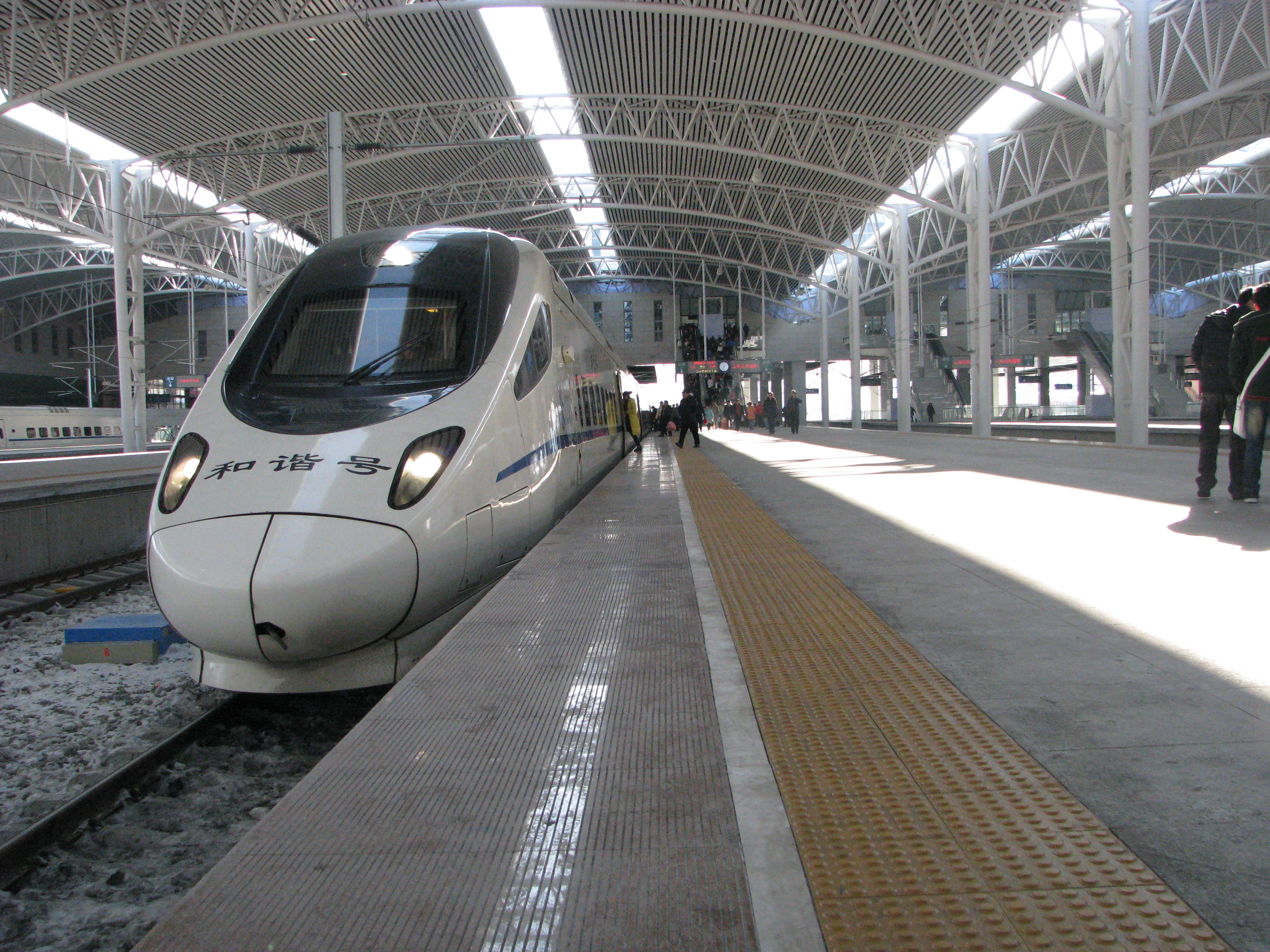
停靠在吉林站的CRH5A型动车组

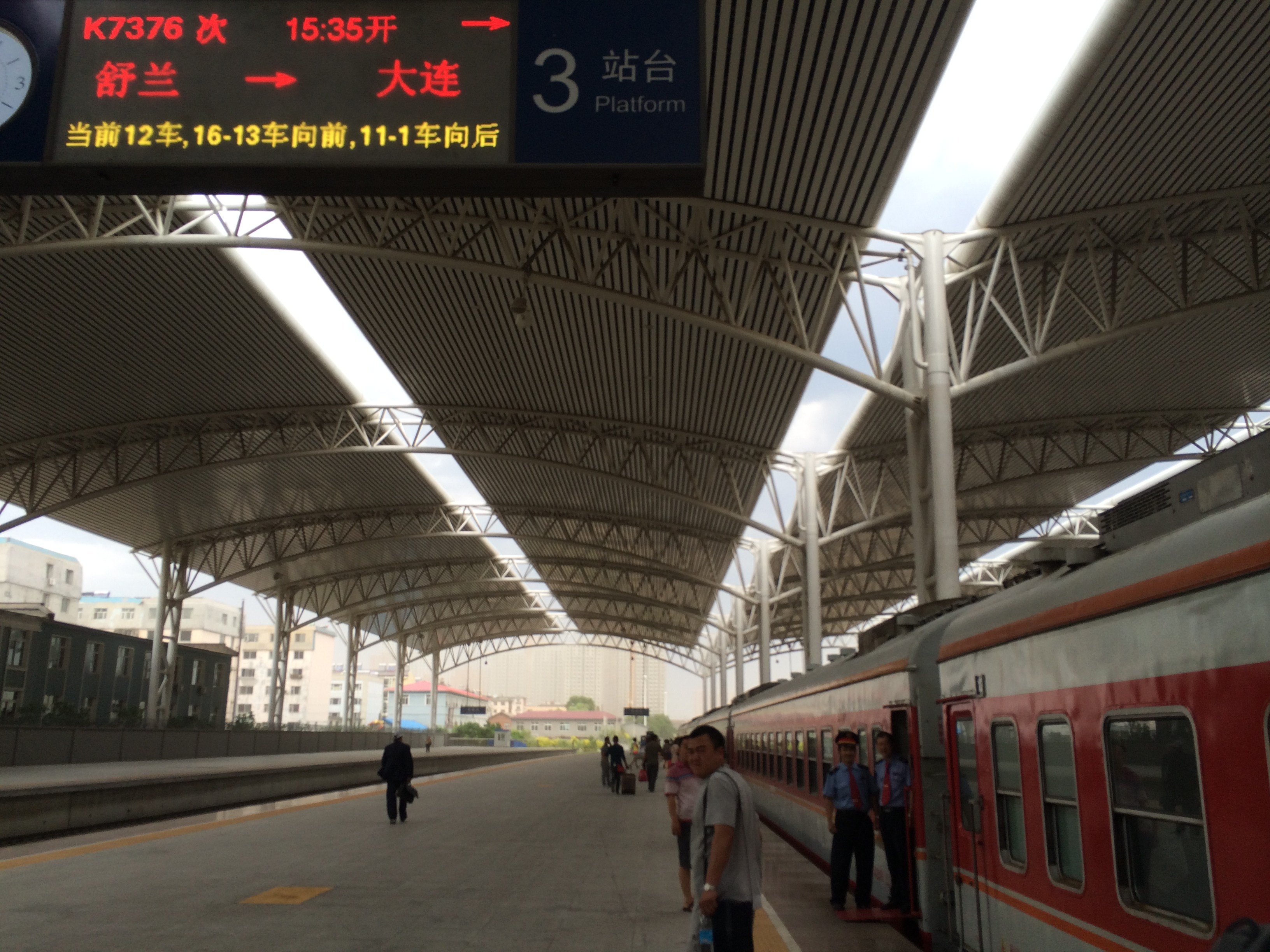
K7376次列车停靠

吉林站目前为吉林铁路枢纽内的主要客运站，并不办理货运业务。
吉林站地区是吉林市最大的交通枢纽，大量公交车由吉林站东、西广场公交场站始发。西广场地下设有吉林市公路客运站，中、短途公路班线在此始发，为公路运输枢纽之一。
本站线路有长图铁路、沈吉铁路、吉舒铁路、长珲城际铁路，并可通过联络线与哈大客运专线连接。动车组列车可通达北京、北京南、天津西、沈阳、大连、哈尔滨西、长春、长春西、龙嘉等站，普通列车可通达宁波、上海、杭州东、北京、南通、西安等站。截止2019年12月30日，吉林站日均办理客运业务的旅客列车有169列，其中动车组列车135列，普速列车34列。

### 旅客列车目的地
自2019年1月11日起执行
| 列车所属路局    | 目的地 |
| --------------- | --- |
| 城际列车目的地  | |
| 沈阳局集团      | 始发：长春 过路：长春、长春西、延吉西、珲春、蛟河西                                                                                           |
| G字头列车目的地 | |
| 北京局集团      | 始发：北京南 |
| 沈阳局集团      | 始发：北京南、上海虹桥、沈阳北、大连、大连北、丹东 过路：大连、大连北、延吉西、珲春                                                           |
| D字头列车目的地 | |
| 哈尔滨局集团    | 始发：佳木斯、牡丹江 过路：齐齐哈尔南、珲春                                                                                                   |
| 沈阳局集团      | 始发：北京、哈尔滨西 过路：北京、哈尔滨西、丹东、延吉西、珲春                                                                                 |
| 普速列车目的地  | |
| 沈阳局集团      | 始发：北京、上海、南通、西安、沈阳、大连、梅河口、图们、通化、舒兰、山河屯 过路：北京、宁波、青岛北、香坊、长春、营口、延吉、舒兰、图们、大连 |

### 相关列车

#### 长途列车
- G913/916次列车
- G1234/1235、G1236/1233次列车
- G3649/3650次列车
- Z117/118次列车
- Z516/517、Z518/515次列车
- K95/96次列車
- K335/338、K336/337次列车
- K1986/1983、K1984/1985次列车
- K1572/1573、K1574/1571次列车
- K1054/1055、K1056/1053次列车

#### 短途列车
- 长吉城际动车组列车
- K7375/7376次列车
- K7425/7426次列车

### 客运量
- 注：国家统计局《中国统计年鉴》自1988年至2014年刊载铁道部属中国铁路主要车站旅客发送量；2009年至2011年因吉林站改造，部分时间段数据使用吉林西站的发送量数据，因而不准确，在此不做记录。

| 年度 | 旅客发送量（万人） | 日均旅客发送量（人，约数） | 来源   |
| ---- | ------------------ | -------------------------- | ------ |
| 1985 | 519.6              | 14,236                     | [ 20 ] |
| 1988 | 602                | 16,448                     | [ 21 ] |
| 1989 | 551                | 15,096                     | [ 21 ] |
| 1990 | 442                | 12,110                     | [ 21 ] |
| 1991 | 421                | 11,534                     | [ 21 ] |
| 1992 | 430                | 11,749                     | [ 21 ] |
| 1993 | 508                | 13,918                     | [ 21 ] |
| 1994 | 513                | 14,055                     | [ 22 ] |
| 1995 | 482.4              | 13,216                     | [ 23 ] |
| 1996 | 405                | 11,066                     | [ 22 ] |
| 1997 | 400                | 10,959                     | [ 22 ] |
| 1998 | 396                | 10,849                     | [ 22 ] |
| 1999 | 438                | 12,000                     | [ 22 ] |
| 2000 | 397                | 10,847                     | [ 24 ] |
| 2001 | 443                | 12,137                     | [ 24 ] |
| 2002 | 417                | 11,425                     | [ 24 ] |
| 2003 | 373                | 10,219                     | [ 24 ] |
| 2004 | 438                | 11,967                     | [ 24 ] |
| 2005 | 449                | 12,301                     | [ 24 ] |
| 2006 | 460                | 12,603                     | [ 24 ] |
| 2007 | 495                | 13,562                     | [ 24 ] |
| 2008 | 531                | 14,508                     | [ 24 ] |
| 2012 | 796                | 21,749                     | [ 25 ] |
| 2013 | 864                | 23,671                     | [ 25 ] |
| 2014 | 885                | 24,247                     | [ 25 ] |
| 2015 | 906                | 24,822                     | [ 26 ] |

## 周边配套设施

### 站前西广场

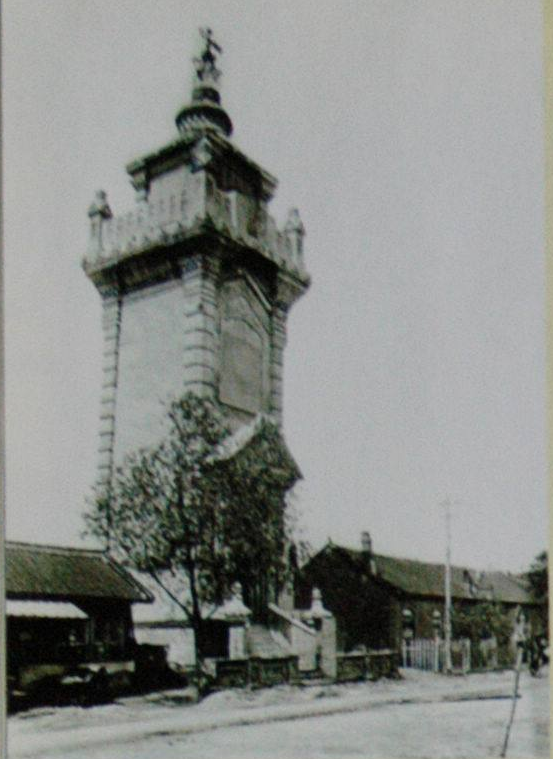
吉林站附近的孟督军去思塔，1930年代末开发站前商业区时拆除

吉林站前广场始建于1912年，当时主要是为停放人力车、马车及运送货物的车辆，广场西部建有铁路公园。1945年10月，为纪念苏联红军烈士，苏联方面在正对东候车室的广场中心建一座高约8米的苏军烈士纪念塔，这座纪念塔一度成为吉林站前广场的标志性建筑物。1960年，为修建无轨电车迥转线，铁路公园被拆分为两部分。1968年，铁路公园被拆除，苏军烈士塔被炸毁，原站前广场改建为群众集会广场，并在广场西侧新建主席台。
1982年，吉林市政府拆除原集会广场，重建站前公园，并在原苏军烈士纪念处修建一座圆形喷泉。1985年，吉林市政府首次对广场进行改造，东西方向各修筑一条4317米长的柏油路。1987年新建地下人防工事时，站前公园及广场圆形喷泉被拆除。2009年，吉林站封站改造，吉林站西广场曾短期暂停使用。2015年9月4日，新建的吉林站西广场投入使用，其包含吉林市公路客运总站、公交场站两处、地下出租车站一处和社会车辆停车场一处。

### 站前东广场
2009年，吉林站封站改造，吉林站东广场被列入建设项目。2012年，吉林站东进出站口开通，但广场主体尚未完工，乘客需经由临时便道出入。2013年9月15日，吉林站东广场主体工程竣工，同年10月正式投入使用。

### 下穿隧道
2015年1月21日，联通吉林站东侧辽宁路和西侧中康路的吉林站城市通廊投入试运行，同年4月25日正式投入使用。

### 公路客运总站
吉林市公路客运总站原位于中康路8号，于1985年投入使用。因扩建需求，吉林市公路客运总站于2011年6月16日迁移至距吉林站超3公里，位于珲春中街777号的雾凇路客运站，原址则拆除另建商住楼。然而此后数年，吉林市各公路客运业者在客运站周边交通逐渐完善的情况下，坚持以“地处偏远，有违市民乘车及司机发车习惯”为由，完全抵制雾凇路客运站，并公然集体违反市政府“不得在公路站点外上下客”的规定，仍在站前中康路、中兴街、建设街、桃源路一带发车揽客。2014年5月18日，《焦点访谈》栏目组专门调查了这一乱象，引起了吉林市政府相关人员的重视。随后吉林市政府宣布，将在吉林站西广场另建设新的公路客运站。
新吉林市公路客运总站位于吉林站西广场，正对西进站口和中康路东口，于2015年9月11日启用。该客运站拥有8个站台，分别承担舒兰、磐石、蛟河、榆树、乌拉街、长吉南线、长吉北线和高速方向的客运班车始发业务。

### 西广场公交枢纽站
吉林站西广场公交枢纽站位于吉林站西广场，有A、B两个场区，A场区位于公路客运总站西侧，B场区位于公路客运总站北侧。A场区南侧为公交乘降区，拥有6个站台，其中北侧靠建筑为第1站台，其他各站台由西向东为第2至6站台，其中第1站台并配备有LCD显示屏，指示下班公交的位置，第3、4、5站台配有雨棚和能显示下班公交位置的LED指示牌；B场区拥有3个站台，由西向东为第7至9站台，其中第8、9站台配有雨棚。北侧另有一建筑，作为“吉林通”公交卡业务中心使用。